# 後交通動脈
後交通動脈（こうこうつうどうみゃく）は、脳に栄養している主な血管、ウィリス動脈輪を形成する血管のひとつで、内頸動脈と後大脳動脈を連絡している。トルコ鞍の後方を走る。